# The Great American Cross-Country Road Race
The Great American Cross-Country Road Race, o American Road Race nella riedizione economica Silverbird, è un videogioco di corse automobilistiche pubblicato nel 1985 per Apple II, Atari 8-bit e Commodore 64 dalla Activision.
Simile per ambientazione al film La corsa più pazza d'America del 1981, il gioco si svolge sulle strade pubbliche degli Stati Uniti d'America, che devono essere attraversati con una corsa clandestina dalla costa ovest alla costa est, scegliendo strategicamente il percorso.

## Modalità di gioco
I percorsi generali possibili sono quattro: Los Angeles-New York, Seattle-Miami, San Francisco-Washington o un giro più lungo che tocca tutte le principali città dello stato.
La corsa si svolge in tappe di città in città, con la possibilità per ogni tappa di scegliere tra strade alternative tramite un cursore su una mappa degli USA.
Altri 10 concorrenti partecipano alla gara, ma non compaiono in gioco, vengono rappresentati solo come una classifica di tempi da battere; si può scegliere tra 8 gruppi di concorrenti di diversa difficoltà.
L'azione di guida è con visuale tridimensionale in terza persona, nello stile di Pole Position, con l'auto del giocatore che si sposta orizzontalmente sullo schermo e il cruscotto degli strumenti mostrato in basso.
Il cambio è manuale a 4 marce, e se il motore viene mantenuto troppo su di giri può danneggiarsi.
Altri autoveicoli e moto da evitare viaggiano nello stesso senso di marcia, in sequenza infinita. Gli incidenti causano perdite di tempo; la partita termina solo se si completa la gara o se si supera il limite di tempo complessivo.
I paesaggi sono variabili e quando ci si avvicina alla città che è il traguardo della tappa, il suo specifico profilo appare in lontananza.
Altre complicazioni includono il meteo (neve, pioggia, nebbia, ghiaccio) e le condizioni della strada, di cui si viene avvisati quando si seleziona la tappa sulla mappa; il ciclo di giorno e notte, il carburante limitato, e la polizia stradale.
I distributori di benzina si incontrano a intervalli di 100 miglia; un avviso segnala quando si è in prossimità ed è necessario rallentare in tempo per fare rifornimento, non essendo possibile tornare indietro. Se l'auto si ferma a causa di guasti o del carburante la si può spingere fino alla stazione di servizio premendo ripetutamente il pulsante, con ovvia perdita di tempo.
Un segnale luminoso avvisa della presenza di un veicolo della polizia nelle vicinanze; si può provare a rallentare per rispettare i limiti o al contrario cercare di seminarli, ma se si viene fermati per eccesso di velocità si perde del tempo prezioso.